# Superman na década de 1980
Superman na década de 1980 refere-se às contribuições para a história de Superman realizadas durante a década de 1980. Ainda no início da década anterior Julius Schwartz havia substituído Mort Weisinger como o editor responsável pelas histórias em quadrinhos do personagem, e a primeira metade da década de 1980 é marcada pela continuidade desse trabalho. Apesar dos esforços de Schwartz, a vendagem das revistas diminuía a cada ano, e em 1984 chegou a ser cogitado inclusive o cancelamento de toda a linha. A partir de 1986 Andrew Helfer substituiu Schwartz e toda a mitologia do personagem foi reformulada pelo escritor John Byrne. Uma nova continuidade foi estabelecida, ignorando tudo que havia sido produzido desde 1938 e apresentando uma versão modernizada do personagem nos quadrinhos.
No cinema, a década é marcada pelo lançamento de três dos quatro filmes protagonizados por Christopher Reeve. Superman II, continuação imediata do filme de 1978, foi lançado em 1980, enquanto Superman III e Superman IV: The Quest for Peace foram lançados em 1983 e 1987, respectivamente. O filme de 1980 se tornaria um sucesso de público e crítica, tal qual o original, mas as demais continuações não seriam tão bem recebeidas.
Outras ocasiões significativas foram as celebrações realizadas entre 1987 e 1988 para comemorar os 50 anos da publicação de Action Comics #1, primeira revista a apresentar oficialmente uma história de Superman. Em 1988, especificamente, foram lançadas duas novas séries de televisão baseadas no personagem: Superman, uma animação, e Superboy, inicialmente protagonizada por John Haymes Newton.

## Nos quadrinhos

### 1980-1986: Cary Bates e Marv Wolfman
Em 1984 foram publicadas em Action Comics #584 as histórias Luthor Unleashed e Rebirth!. Enquanto na primeira Luthor desenvolve uma armadura que lhe equipara a Superman, na segunda Brainiac converte toda a sua massa corporal em energia, transformando-se num ser robótico. Tais mudanças eram parte das comemorações dos 45 anos de Superman. Os editores responsáveis pelas revistas do personagem haviam decidido que os vilões Luthor e Brainiac seriam reformulados, e Wolfman tinha ideias para os dois, mas fora decidido que ele só poderia alterar um deles - o escritor Cary Bates, que à época escrevia a revista Superman, ficaria responsável pela mudança de Luthor.

### 1984: Tentativa de licenciar os personagens
Em 26 de agosto de 2011 o escritor Jim Shooter revelou em seu blog que as ideias usadas por Byrne em The Man of Steel haviam surgido pelo menos dois anos da minissérie ser publicada, quando ambos ainda trabalhavam para a Marvel. Shooter foi editor-chefe da Marvel Comics entre 1978 e 1987, e Byrne, à época, trabalhava na revista Fantastic Four e a tiragem das publicações da Marvel correspondiam à mais da metade de todo o mercado. A venda média das revistas da DC Comics estava desde metade da década de 1960 numa espiral descendente — segundo dados recolhidos pelo historiador John Jackson Miller, a revista Superman, especificamente, havia caído de uma média de 820 mil exemplares por mês em 1965 para cerca de 123 mil em 1983. Em fevereiro de 1984, Bill Sarnoff, um dos mais importantes executivos da Warner Bros., procurou Jim Shooter em seu escritório na Marvel e lhe perguntou se a editora tinha interesse em adquirir o licenciamento dos personagens da DC Comics. Shooter já havia mencionado tal caso brevemente em 2000, onde explicara que a "lógica" da proposta se deva pela forma como o mercado se dividia na época: Enquanto os quadrinhos da Marvel eram um produto altamente lucrativo que não era alvo de licenciamentos, os personagens da DC Comics rendiam uma fortuna em licenciamentos para produtos derivados enquanto as revistas vendiam cada vez menos. Shooter elaborou um plano administrativo e editorial para lidar com os personagens da DC, e as negociações já haviam começado quando dois fatos ocorreram: Byrne tomou conhecimento da negociação e rapidamente apresentou para Shooter sua proposta para Superman, dizendo ansiar escrever o personagem, e a First Comics abriu um processo contra a Marvel, acusando a editora de práticas anticompetitivas. O processo influenciou as negociações com a Warner Bros., que acabaram suspensas.
Em texto publicado em 25 de outubro, Shooter resumiu a proposta original de Byrne, cuja cópia ainda guarda. Byrne apresentou um sumário composto por quatro capítulos, intitulados Krypton, Smallville, Metropolis e The Man of Tomorrow. O primeiro capítulo mostraria Jor-El tentando convencer o "Conselho dos Doze", responsável pelo governo de Krypton, de que toda a população corria perigo e, uma vez derrotado, como ele enviaria Lara, sua esposa grávida de seis meses, para longe dali antes que o planeta explodisse. A viagem de Lara até a Terra duraria três meses num foguete viajando na velocidade da luz, e sua chegada à cidade de Smallville era tratada pelo segundo capítulo, onde Jonathan e Martha Kent, um casal de fazendeiros com cerca de cinquenta anos, são surpreendidos pela queda da espaçonave e ajudam Lara a dar à luz seu filho, a quem chama de "Kal-El". Os Kent assumem a criança, agora chamada pelo nome "Clark", e o restante do segundo capítulo mostraria a evolução dos poderes dele até seus quinze anos. No instante em que Clark descobre que pode voar, seu pai tem um ataque cardíaco e falece. O terceiro capítulo começaria logo após Clark concluir sua faculdade de jornalismo e mostraria ele sendo contratado pelo Planeta Diário. Num dado momento, o Presidente dos Estados Unidos é sequestrado por terroristas, e Clark usa seus poderes para descobrir onde eles estavam escondidos. De posse da informação, ele avisa as autoridades. O resgate do Presidente, entretanto, não é bem-sucedido: no conflito, cinco pessoas morrem e o próprio Presidente é gravemente ferido. Clark se sente culpado por não ter feito nada e resolve se tornar Superman. O último capítulo detalharia as primeiras aparições do herói, e concluiria com o surgimento do vilão Lex Luthor

### Alan Moore e a despedida de Julius Schwartz
Entre 1980 e 1984, Alan Moore se tornou uma presença recorrente nos créditos das revistas em quadrinhos publicadas na Inglaterra. Tanto a divisão britânica da Marvel Comics, quanto a Fleetway (responsável pela revista 2000 AD) e a Quality Communications (responsável pela revista Warrior) contrataram Moore para roteirizar histórias publicadas em suas revistas e em mais de uma oportunidade seria Dave Gibbons quem desenharia essas histórias, numa parceria que vinha agradando ambos. Em 1984, Moore foi contratado pra ser o roteirista da revista Swamp Thing, protagonizada pelo Monstro do Pântano. A publicação vinha passando por baixas vendas, mas os roteiros de Moore logo atraíram a atenção de público e crítica.
Tanto antes quanto enquanto trabalhava com o Monstro do Pântano, Moore submeteu à editora inúmeras propostas, buscando trabalhar com personagens como o Caçador de Marte e os Desafiadores do Desconhecido, mas todas acabavam rejeitadas por já estarem sendo desenvolvidos projetos com outros escritores envolvendo os personagens com os quais ele pretendia trabalhar. Quando o editor Dick Giordano finalmente aprovou o projeto que viria a se tornar Watchmen, Moore e Gibbons começaram a trabalhar no planejamento das histórias, e pouco depois, o editor Julius Schwartz questionou Gibbons sobre a sua possibilidade de desenhar uma história de Superman. Gibbons declarou-se disponível, mas perguntou a Schwartz quem ele colocaria para roteirizar a história. Quando Schwartz disse à Gibbons que ele poderia escolher quem escreveria a história, ele imediatamente apontou Moore, e rapidamente For the Man Who Has Everything começou a ganhar forma. A história, publicada em 1985, é considerada uma das melhores já publicadas do personagem e foi indicada ao Kirby Award de "Melhor História".
No ano seguinte, Schwatz planejava as suas últimas histórias à frente das revistas do personagem.

### 1986-1988:The Man of Steele John Byrne
Em meados de 1985 o editor Andrew Helfer recebeu da DC Comics a incumbência de escolher os escritores que trabalhariam nas revistas de Superman após a conclusão do evento Crise nas Infinitas Terras. Para o personagem, o crossover representaria o término de toda a continuidade estabelecida desde 1938. Vários autores foram abordados, e convidados para apresentar propostas para as revistas Action Comics e Superman. Dentre eles, Marv Wolfman e John Byrne, que acabaram sendo contratados e realizaram profundas modificações em toda a mitologia do personagem a partir de 1986. Wolfman, por exemplo, elaborou uma nova caracterização para o vilão Lex Luthor, que desde então deixou de ser caracterizado como um "cientista louco" e passaria a ser apresentados nas histórias como um empresário corrupto dono de diversas empresas na cidade de Metrópolis. Byrne, por sua vez, revisou toda a história de origem do personagem na minissérie The Man of Steel, lançada em 1986.

## Na televisão
De 1973 a 1984, o desenho animado Superamigos mostrava Superman como membro efetivo do grupo. Duas outras séries de televisão foram produzidas a partir da segunda metade da década. Em 1988 o estúdio Ruby-Spears Productions produziu a série animada Superman aproveitando vários dos conceitos estabelecidos por Marv Wolfman e John Byrne após a reformulação do personagem ocorrida em 1986. Entretanto, naquele mesmo ano começou a ser exibida a série Superboy, produzida por Alexander e Ilya Salkind. Protagonizada pelo ator John Haymes Newton, a série retratava as aventuras de Clark Kent como Superboy na cidade interiorana de Smallville, caracterização oposta ao que havia sido estabelecido nos quadrinhos. Apesar disso, os editores Mike Carlin e Andy Helfer elaboraram alguns roteiros para a série, buscando aproximá-la do realismo presente nos quadrinhos sem ignorar que, em Superboy, era Lana Lang e não Lois Lane o par romântico do herói.